# Tamsvin
 "Gris" omdirigeres hertil. For andre betydninger af Gris, se Gris (flertydig).
 "Svin" omdirigeres hertil. For andre betydninger af Svin, se Svin (underorden).
Tamsvin eller svin er betegnelsen for den gruppe af svinefamilien, der opdrættes til slagtning. Det nedstammer fra vildsvinet. Biologisk er svin en gruppe af enkeltmavede og altædende, parrettåede hovdyr.

## Anvendelse
Svin anvendes til menneskeføde og opdrættes som slagtesvin på svinefarme. Svin kan bruges til en række fødevarer som flæskesteg, koteletter, fars, bacon og blodet kan anvendes til blodpølse. Huden garves og anvendes som skind til især beklædning. Huden udnyttes også som fødevare for mennesker i form af snacks (flæskesvær) og fyldstoffer i fødevareindustrien sammen med fedt- og benafpuds, ligesom dele af svinet anvendes til dyrefoder for hunde.
En so har op til 14 brystvorter  og kan avle flere unger (grise) end de fleste andre pattedyr.

## Beskrivelse
Svinet er formet som primitive løbere: en temmelig kort, noget sammentrykt krop, der bæres af ret korte, kraftige ben. På fast grund trædes der kun på 3. og 4. tås hove, medens bitæerne, 2. og 5. tå, der dog er vel udviklede, også støtter dyret på blød grund. Halen er kort og tynd og halsen kort. Det næsten kegleformede hoved ender fortil i en bevægelig tryne, der i spidsen danner en nøgen skive omkring næseborene; det føres af mægtige muskler og er vel egnet til at oprode jorden med. Indvendig støttes trynen af en særlig tryneknogle. Øjet er temmelig lille, øret stort og opretstående. Hårklædningen er mere eller mindre tæt og dækhårene er stive børster.
I tandsættet findes alle tre slags tænder: fortænder, hjørnetænder og kindtænder. De opadgående hjørnetænder er kraftige og kan, når dyret roder efter føde, hos de fleste former med lethed overrive selv kraftige rødder. De forreste kindtænder er skarpe og sammentrykte; de bageste knudret-knoldede. Tandsættet er et udpræget altædertandsæt.
Svin holder især til i noget fugtige egne, i nærheden af vand, og færdes i større eller mindre flokke.
Deres gang er hurtig, og deres løb er ofte en ejendommelig galop ("grisegalop"), hvor hvert sæt er ledsaget af en svag grynten. De svømmer fortræffeligt og kan endog svømme over betydelige havarme for at komme fra en ø til en anden. Ved farer søger de at undslippe, men lykkes det ikke, sætter de sig kraftigt til modværge og går endda over til angreb. Med deres kraftige hugtænder er de meget farlige modstandere.
Da de fleste arter i hvert kuld sætter et betydeligt antal unger i verden, er de meget almindelige i egne, der passer for dem.

## Racer

### Tamme
- Dansk Duroc
- Dansk Landrace (fra moderne svineproduktion)
- Dansk Yorkshire
- Devon Pig, der også kaldes Large Black
- Hampshire
- Husum protestsvin, der blev anvendt som protest efter 1864, hvor man i Sønderjylland ikke måtte flage med Dannebrog
- Hvid Dansk Landrace
- Mangalitza (Ungarsk Uldgris)
- Sortbroget Dansk Landrace

### Vilde
- Hjortesvin
- Penselsvin
- Vildsvin
- Vortesvin

### Andre
- Linderödsgris

### Betegnelser
- Orne: Voksent ikke-kastreret han-dyr
- So: Voksent hun-dyr, som har faret (født)
- Polt: Hun-dyr, som aldrig har været drægtigt
- Gylt: Hun-dyr, som er eller har været drægtig, men som endnu ikke har faret (født)
- Galt: Kastreret han-dyr
- Gris: Unge
  - Pattegris: Lille gris, som stadig dier hos moder-dyret
  - Smågris: Gris op til 30-40 kg, som er fravænnet moderen
- Slagtesvin: Fællesbetegnelse for galte og polte, der opfedes til slagtning